# Starý kostel (Miravet)

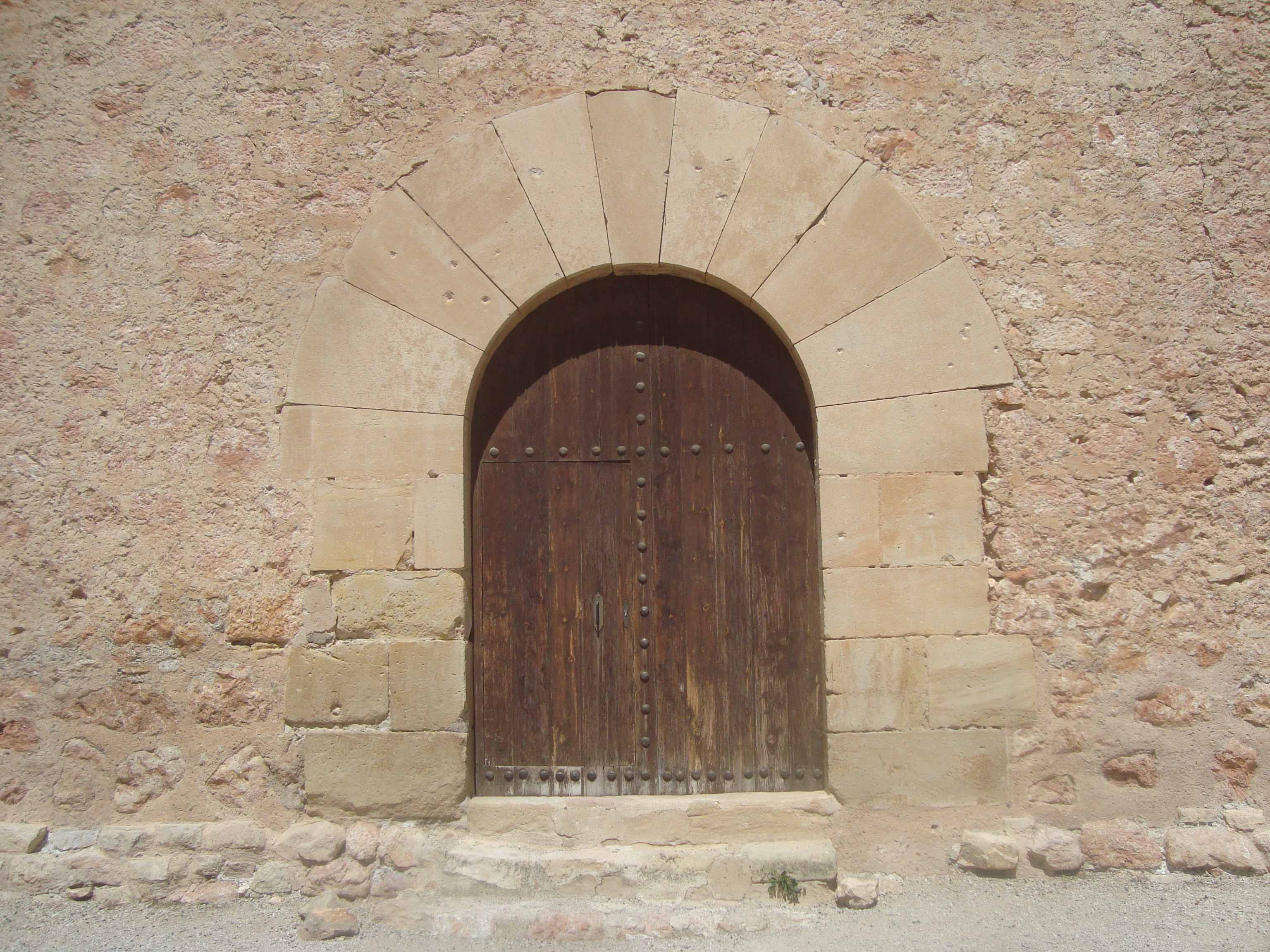
Miravet (Tarragona)

Starý kostel, katalánsky Església vella de Miravet nebo také Església de la Mare de Déu de Gràcia, Església de Santa Maria i Sant Joan, Nativitat de la Mare de Déu, je církevní stavba v Ribera d'Ebre, na území města Miravet. Stojí na skále nad řekou Ebro.

## Popis
Byl postaven v 16. až 17. století řádem sv. Jana na místě bývalé mešity. Zbytky mešity jsou stále patrné v severní části. Kostel je jednolodní s bočními kaplemi, nevýraznou příčnou lodí a apsidou. Za apsidou je stará sakristie. Obě lodi mají valenou klenbu s lunetami. Na jihovýchodě stavby je zvonice. Interiér je zdoben barokními malbami místních umělců.
Během španělské občanské války byl kostel zničen. V roce 1965 byl odsvěcen. V 80. letech 20. století proběhla jeho obnova a je využíván ke kulturním akcím.

## Galerie

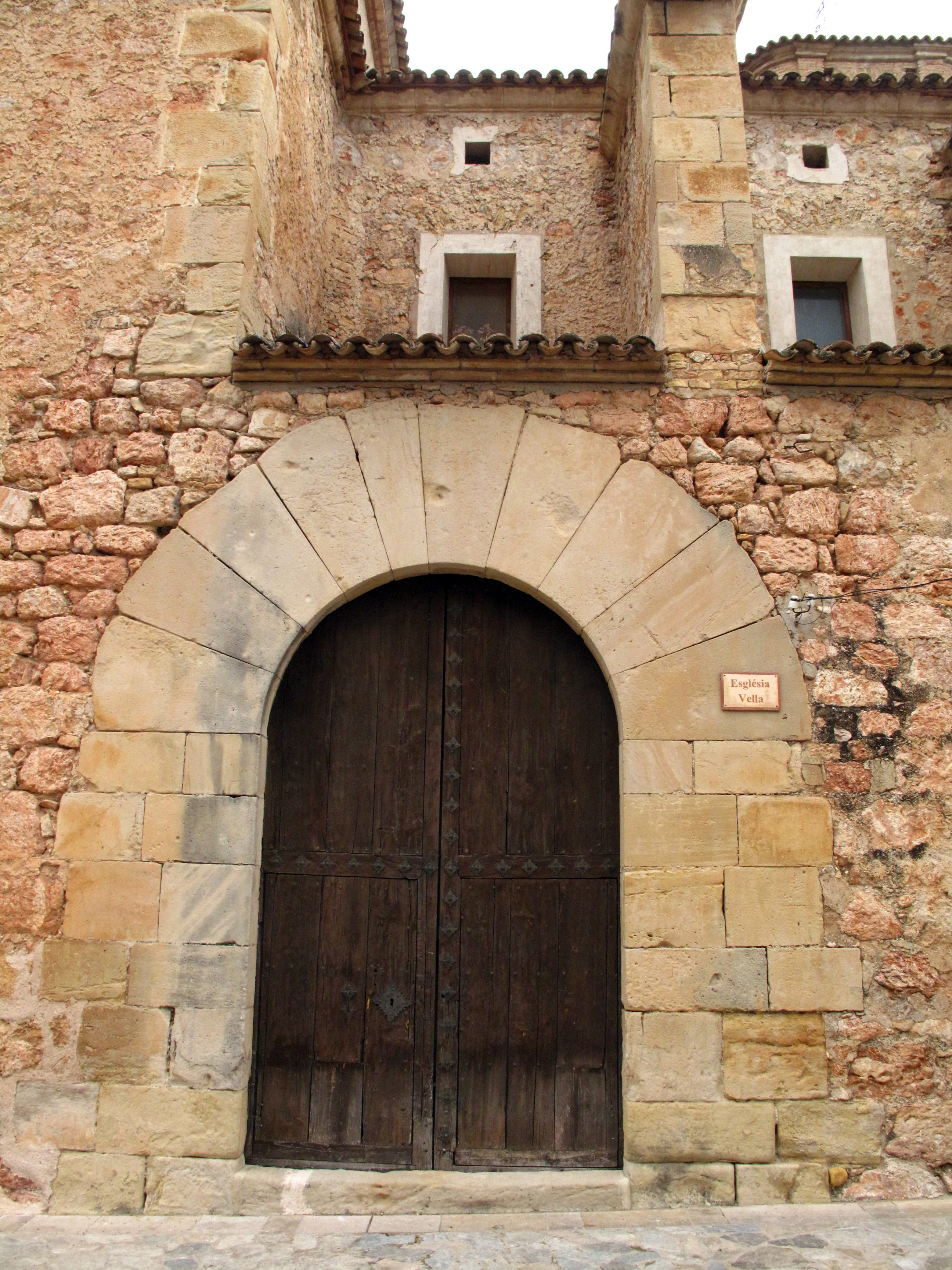
Portál
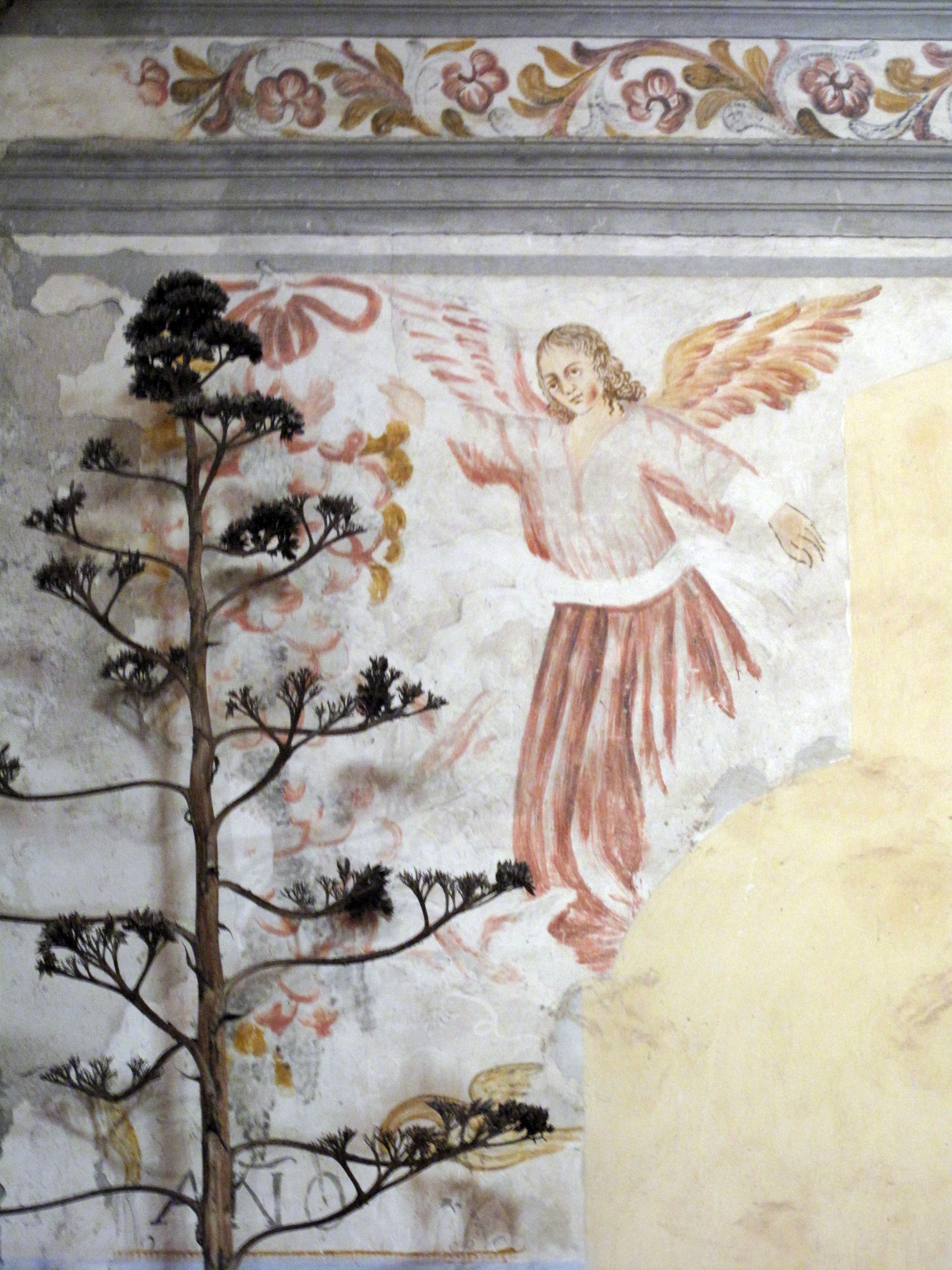
Barokní malba
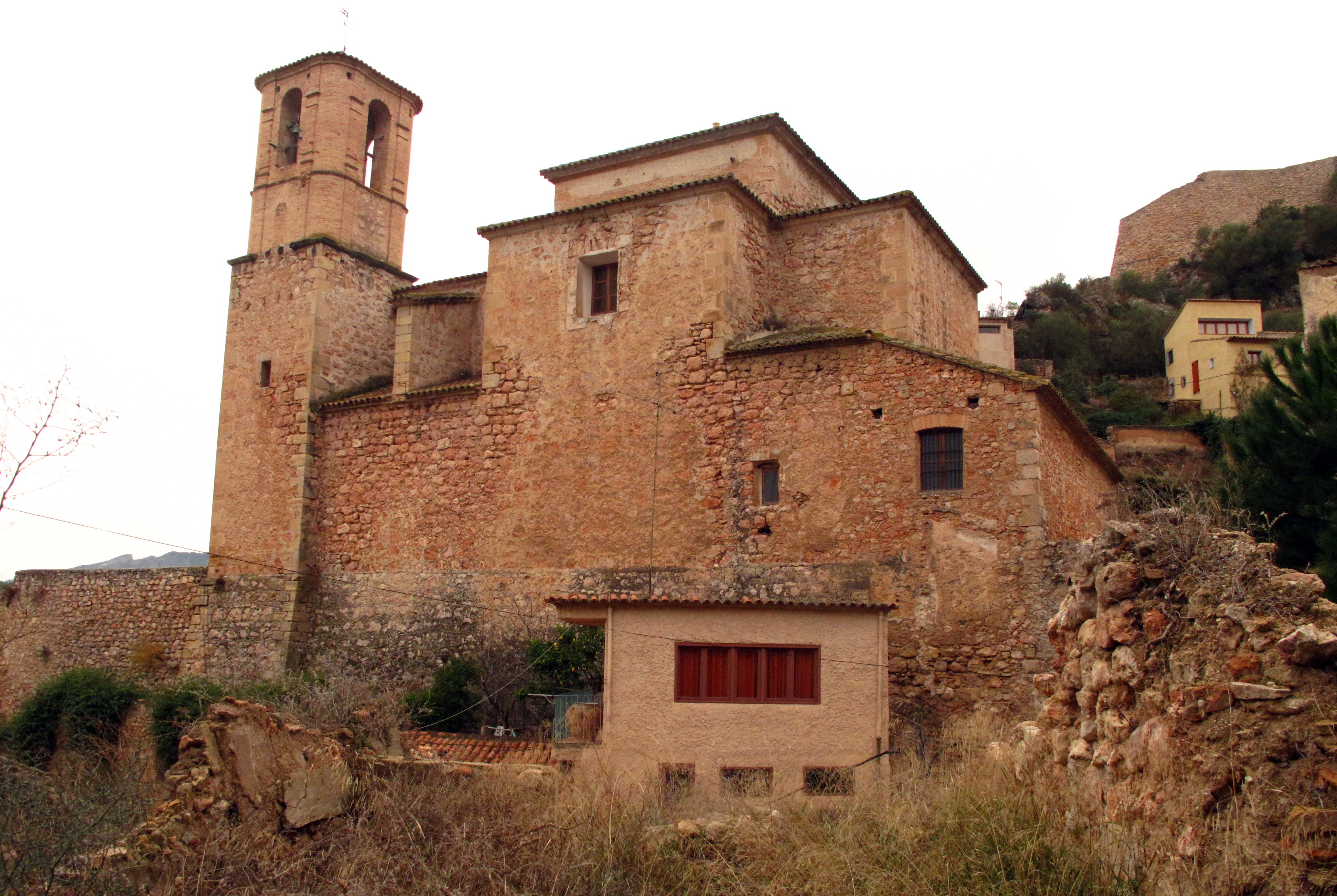
Východní fasáda